# Tulette
Tulette – miejscowość i gmina we Francji, w regionie Owernia-Rodan-Alpy, w departamencie Drôme.
Według danych na rok 1990 gminę zamieszkiwało 1575 osób, a gęstość zaludnienia wynosiła 67 osób/km² (wśród 2880 gmin regionu Rodan-Alpy Tulette plasuje się na 541. miejscu pod względem liczby ludności, natomiast pod względem powierzchni na miejscu 376.).

## Współpraca
Miejscowość partnerska:
- Bastogne, Belgia

## Galeria

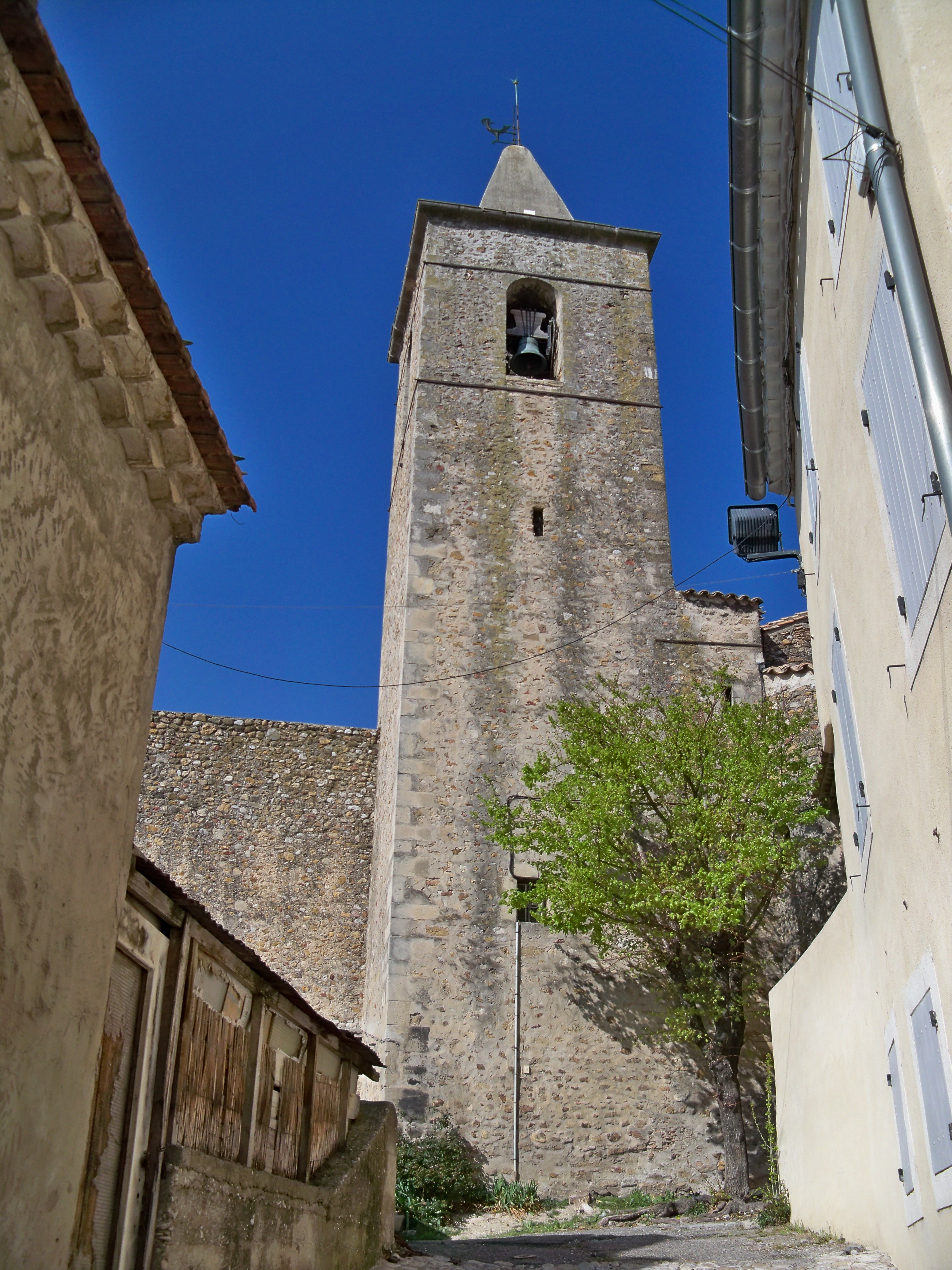
Klasztorna wieża, 2012
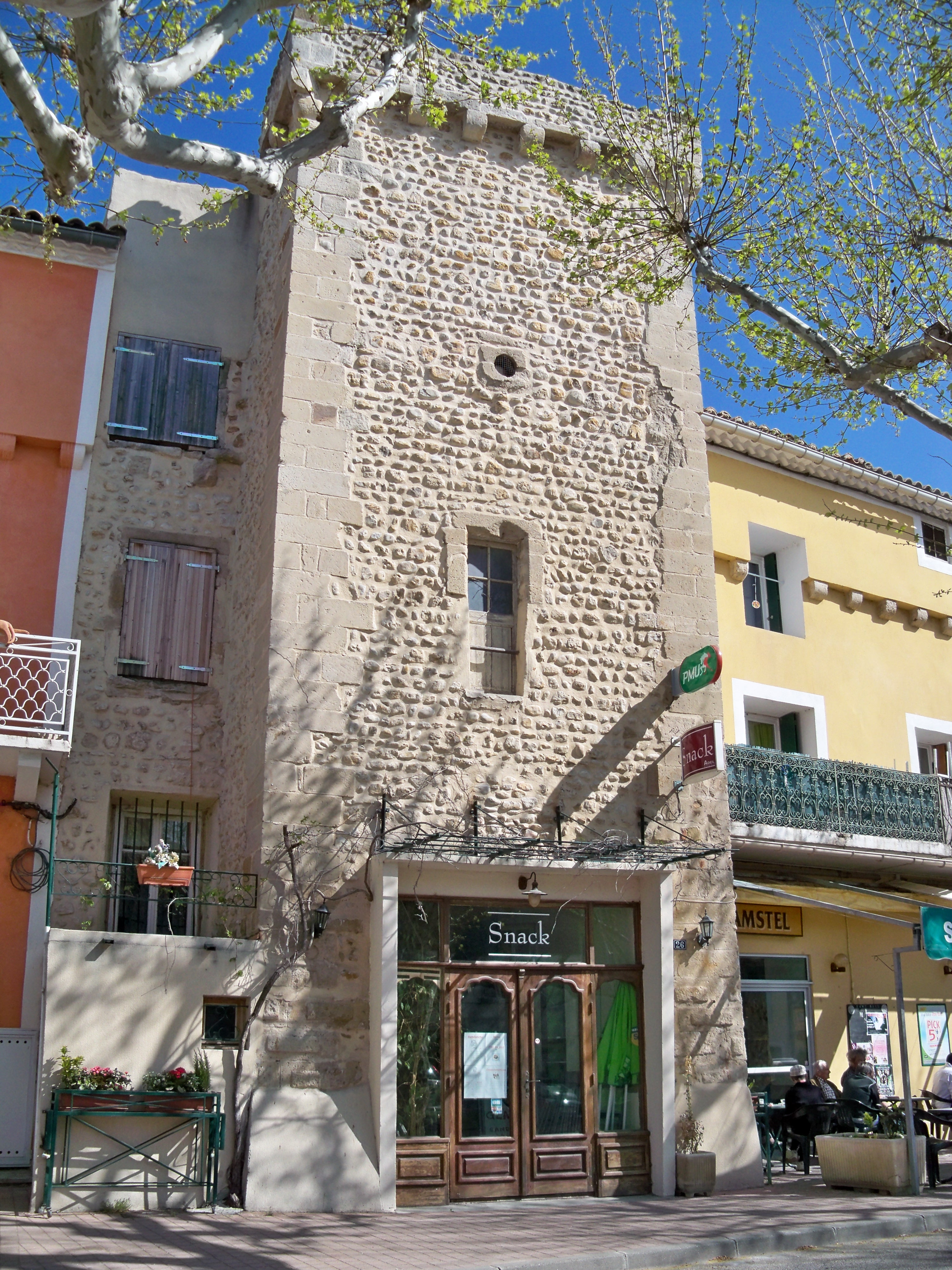
Wieża, 2012
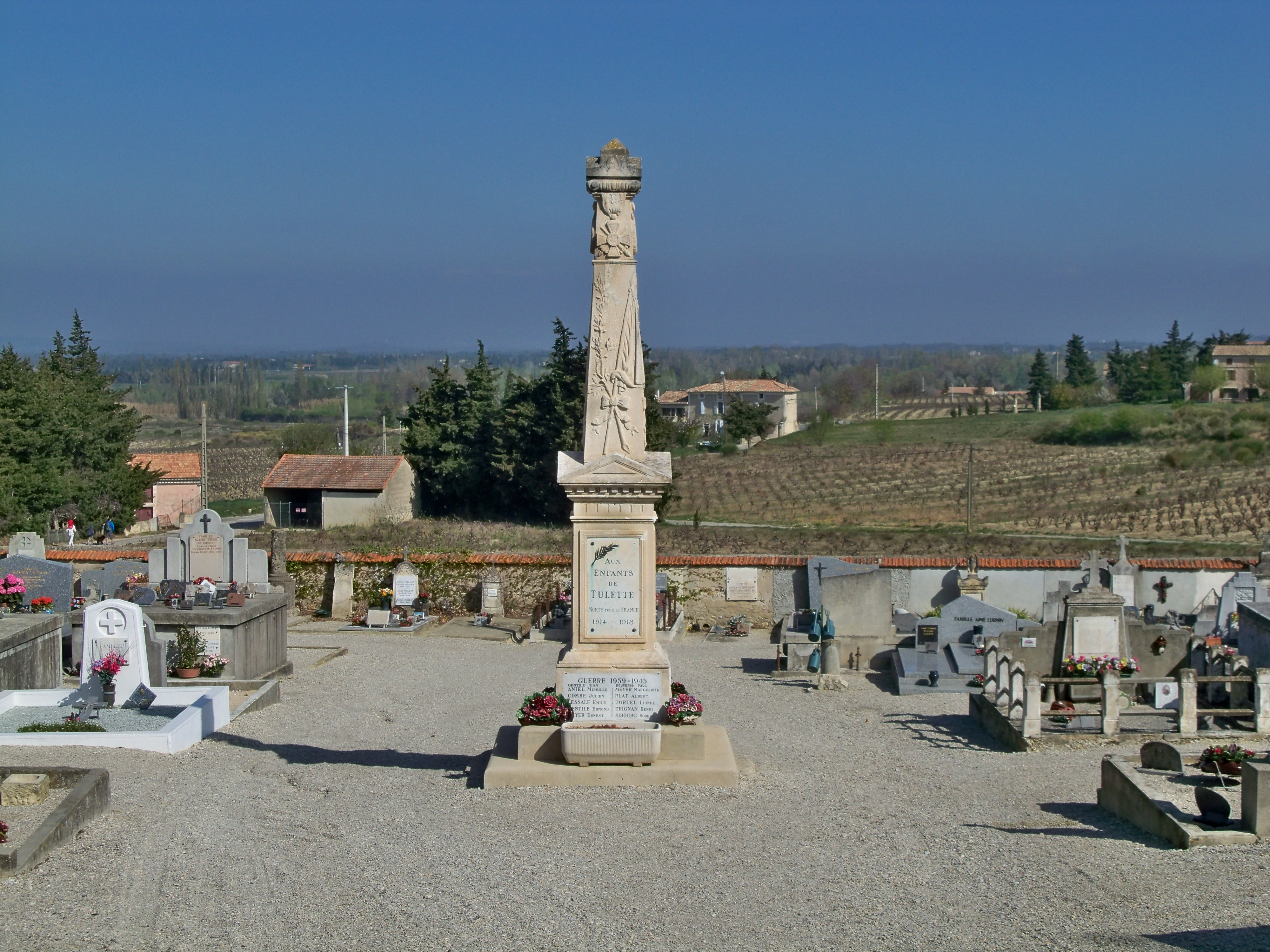
Pomnik Poległych, 2012